# تونس في الألعاب المتوسطية 1963
شاركت تونس في الألعاب المتوسطية 1963 في نابولي وفازت بميداليات 2 ذهبية, 2 فضية و 2 برونزية.

## الميداليات
أنهت تونس الدورة في المرتبة الثامنة.